# Lishi Zhongwen zidian
Das Lishi Zhongwen zidian (chinesisch 李氏中文字典, Pinyin Lǐshì Zhōngwén zìdiǎn, englisch Mr. Li‘s Chinese Dictionary), herausgegeben von Li Zhuomin wurde zuerst 1980 von der Chinese University Press in Hongkong veröffentlicht und ist das erste auf der Form von Phonetika als Klassenhäuptern basierende chinesische Wörterbuch. Es enthält mehr als 12.800 einzelne Schriftzeichen, insgesamt hat es 1171 Klassen. Dieses Wörterbuch verwendet ein einfaches und leicht zu merkendes vertikales Schriftzeichen-Index-System, um viele Wörter mit demselben Strich in der Reihenfolge verschiedener Stricharten bei der Schreibung chinesischer Schriftzeichen anzuordnen: (1) Punkt, (2) von rechts oben schräg nach links unten verlaufender Strich, (3) vertikaler Strich, (4) nach rechtsunten verlaufender Strich, und (5) horizontaler Strich), wodurch die Auffindbarkeit erleichtert wird.